# Inos Biffi
Inos Biffi (* 24. März 1934 in Lomagna) ist ein italienischer römisch-katholischer Theologe.

## Leben
Der Doktor der Theologie lehrte als Professor für systematische Theologie und Theologiegeschichte an der Facoltà Teologica dell’Italia Settentrionale di Milano und war Professor für dieselben Fächer an der Facoltà di Teologia di Lugano. Er ist Mitglied der Päpstlichen Akademie des hl. Thomas von Aquin und der Päpstlichen Akademie für Theologie. 
Seine Arbeitsgebiete sind: Theologische Systematik (Sacramentaria, Ekklesiologie und Mariologie); die Geschichte der mittelalterlichen und modernen Theologie; mittelalterliche Klosterliteratur und -theologie; die Arbeit von Dante; die Liturgie, insbesondere die ambrosianische Liturgie, für die er die Reform verantwortete; die Geschichte der Mailänder Kirche.